# Feist
Leslie Feist, bedre kendt som Feist (født 13. februar 1976 i Amherst, Nova Scotia, Canada), er en canadisk sanger og sangskriver, hvis debutalbum Monarch (Lay Your Jewelled Head Down) udkom i 1999. Feist er også tilbagevendende medlem af det Toronto baserede Indie bandkollektiv Broken Social Scene.

## Diskografi
- Monarch (1999)
- Let It Die (2004)
- The Reminder (2007)
- Metals (2011)
- Pleasure (2017)